# Nusseltovo číslo
Nusseltovo číslo (Nu), poměr konvektivního přenosu tepla a konduktivního přenosu tepla kolmo na uvažovanou hranici tekutiny, se v oblasti přenosu tepla stanovuje na vnějším povrchu tekutiny. V tomto kontextu konvekce zahrnuje jak advekci, tak difuzi. Je pojmenováno po Wilhelmu Nusseltovi a je to bezrozměrná veličina. Vodivostní složka je měřena při stejných podmínkách jako vedení tepla, ale v (hypoteticky) nehybné tekutině. Podobná bezrozměrná veličina je Biotovo číslo, u kterého se tepelná vodivost vztahuje k pevnému tělesu, zatímco u Nusseltova čísla se vztahuje k tekutině.
Nusseltovo číslo blízké 1 značí, že konvekční složka a vodivostní složka jsou podobné velikosti a proudění je označováno jako laminární. Větší Nusseltovo číslo odpovídá situaci, kdy je výraznější konvektivní složka, a proudění se označuje jako turbulentní, obvykle v rozsahu 100-1000.
Konvektivní a konduktivní tepelné toky jsou navzájem rovnoběžné a jsou kolmé k povrchu tekutiny a kolmé k hlavnímu proudu tekutiny v jednoduchých případech.
{\displaystyle \mathrm {Nu} _{L}={\frac {\mbox{Konvektivní přenos tepla }}{\mbox{Konduktivní přenos tepla }}}={\frac {\alpha L}{\lambda }}}
kde {\displaystyle \alpha } je součinitel přestupu tepla, L je charakteristický rozměr, {\displaystyle \lambda } je tepelná vodivost tekutiny.
- Charakteristický rozměr by měl být vybírán ve směru růstu (nebo tloušťky) mezní vrstvy. Několik příkladů charakteristický rozměrů jsou: Vnitřní průměr válce při proudění v kruhové trubce, vnější průměr válce při křížovém obtékání (kolmo na osu válce), tloušťka mezní vrstvy svislé desky při přirozené konvekci, nebo průměr koule. Pro komplexnější geometrii může být charakteristický rozměr definován jako poměr objemu a povrchu.
- Tepelná vodivost tekutiny je typicky (ale ne vždy) zjišťována z teploty povrchového filmu, která pro účely výpočtů může být stanovena jako průměr mezi teplotou tekutiny a teplotou povrchu stěny.

Na rozdíl od definice výše, známé jako „průměrné Nusseltovo číslo“, se definuje dále lokální Nusseltovo číslo pomocí vzdálenosti od hranice povrchu  ke zkoumanému místu.
{\displaystyle Nu_{x}={\frac {\alpha _{x}x}{\lambda }}}
„Střední“ nebo „průměrná“ hodnota je získána integrací výrazu po dráze, např.:
{\displaystyle {\overline {Nu}}={\frac {1}{H}}\int _{0}^{H}{Nu(y)\cdot dy}}
Analogicky platí pro přenos hmoty Sherwoodovo číslo.

## Úvod
Pro pochopení konvekčních mezních vrstev je nutné porozumět konvektivnímu přenosu tepla mezi povrchem a proudící tekutinou. Tepelná mezní vrstva vznikne, pokud se tekutina nepohybuje a liší se teplota povrchů. Díky rozdílu teplot dochází ke sídlení tepla a to se projeví jako teplotní profil.

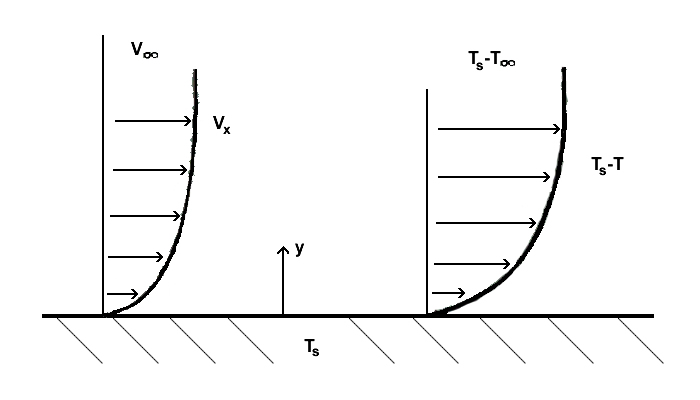
Tepelná mezní vrstva

Rychlost prostupu tepla můžeme určit:
{\displaystyle {{Q}_{y}}=\alpha S\left({{T}_{s}}-{{T}_{\infty }}\right)}
Přestup tepla na povrchu vedením je:
{\displaystyle {{Q}_{y}}=-\lambda S{\frac {\partial }{\partial y}}{{\left.\left(T-{{T}_{s}}\right)\right|}_{y=0}}}
Tyto výrazy se rovnají a proto:
{\displaystyle -\lambda S{\frac {\partial }{\partial y}}{{\left.\left(T-{{T}_{s}}\right)\right|}_{y=0}}=\alpha S\left({{T}_{s}}-{{T}_{\infty }}\right)}
Po úpravě:
{\displaystyle {\frac {\alpha }{\lambda }}={\frac {{\left.{\frac {\partial \left({{T}_{s}}-T\right)}{\partial y}}\right|}_{y=0}}{\left({{T}_{s}}-{{T}_{\infty }}\right)}}}
Vynásobením charakteristickou délkou L získáme bezrozměrnou veličinu:
{\displaystyle {\frac {\alpha L}{\lambda }}={\frac {{\left.{\frac {\partial \left({{T}_{s}}-T\right)}{\partial y}}\right|}_{y=0}}{\frac {\left({{T}_{s}}-{{T}_{\infty }}\right)}{L}}}}
Pravá strana je poměr teplotního gradientu na povrchu vůči referenčnímu teplotnímu gradientu, zatímco levá strana je podobná Biotově modulu. Vzniká tak poměr konduktivního tepelného odporu a konvektivního tepelného odporu tekutiny, jinak nazývaného Nusseltovým číslem, Nu.
{\displaystyle \mathrm {Nu} ={\frac {\alpha L}{\lambda }}}

## Odvození
Nusseltovo číslo může být také získáno bezrozměrnou analýzou Fourierova zákona, protože odpovídá bezrozměrnému gradientu teploty na povrchu:
{\displaystyle q=-\lambda S\nabla T}, kde q je tepelný tok, {\displaystyle \lambda } je konstantní tepelná vodivost a T je teplota tekutiny.
Pokud platí: {\displaystyle \nabla '=-L\nabla }, a {\displaystyle T'={\frac {T_{h}-T_{0}}{T_{h}-T_{c}}}}
lze přepsat na:
{\displaystyle -\nabla 'T'=-{\frac {L}{\lambda S(T_{h}-T_{c})}}q={\frac {\alpha L}{\lambda }}}
poté definujeme:
{\displaystyle \mathrm {Nu} _{L}={\frac {\alpha L}{\lambda }}}
z rovnice vyjádříme
{\displaystyle \mathrm {Nu} _{L}=-\nabla 'T'}
integrací přes povrch tělesa získáme:
{\displaystyle {\overline {\mathrm {Nu} }}=-{{1} \over {S'}}\int _{S'}^{}\mathrm {Nu} \,\mathrm {d} S'\!},
kde:
{\displaystyle S'={\frac {S}{L^{2}}}}

## Empirické vztahy
Typicky se pro volnou konvekci Nusseltovo číslo vyjadřuje jako funkce Rayleighova čísla a Prandtlova čísla, zapsaná jako:
{\displaystyle Nu=f(Ra,Pr)}
Pro nucenou konvekci je Nusseltovo číslo funkcí Reynoldsova čísla a Prandtlova čísla:
{\displaystyle Nu=f(Re,Pr)}
Empirické vztahy se definují pro řadů různých geometrií a typů proudění.

### Volná konvekce

#### Volná konvekce na svislé stěně
Převzato z Churchill a Chu:
{\displaystyle {\overline {\mathrm {Nu} }}_{L}\ =0.68+{\frac {0.67\,\mathrm {Ra} _{L}^{1/4}}{\left[1+(0.492/\mathrm {Pr} )^{9/16}\,\right]^{4/9}\,}}\quad \mathrm {Ra} _{L}\leq 10^{9}}

#### Volná konvekce na vodorovné desce
Charakteristický rozměr je definován
{\displaystyle L\ ={\frac {S_{s}}{o}}}
kde {\displaystyle \mathrm {S} _{s}} je povrch desky a {\displaystyle o} je její obvod.
Pak pro vrchní plochu horkého objektu zalitého studenější tekutinou a spodní plochu studeného objektu zalitého teplejší tekutinou platí: 
{\displaystyle {\overline {\mathrm {Nu} }}_{L}\ =0.54\,\mathrm {Ra} _{L}^{1/4}\,\quad 10^{4}\leq \mathrm {Ra} _{L}\leq 10^{7}}
{\displaystyle {\overline {\mathrm {Nu} }}_{L}\ =0.15\,\mathrm {Ra} _{L}^{1/3}\,\quad 10^{7}\leq \mathrm {Ra} _{L}\leq 10^{11}}
Pro spodní plochu horkého objektu zalitého studenější tekutinou a vrchní plochu studeného objektu zalitého teplejší tekutinou platí:
{\displaystyle {\overline {\mathrm {Nu} }}_{L}\ =0.27\,\mathrm {Ra} _{L}^{1/4}\,\quad 10^{5}\leq \mathrm {Ra} _{L}\leq 10^{10}}

### Nucená konvekce na ploché desce

#### Plochá deska při laminárním proudění (lokální Nu)
Lokální Nusseltovo číslo pro laminární proudění na ploché desce je dáno 
{\displaystyle \mathrm {Nu} _{x}\ =0.332\,\mathrm {Re} _{x}^{1/2}\,\mathrm {Pr} ^{1/3},(\mathrm {Pr} >0.6)}

#### Plochá deska při laminárním proudění (průměrné Nu)
Průměrné Nusseltovo číslo pro laminární proudění na ploché desce je dáno 
{\displaystyle \mathrm {{\bar {Nu}}_{x}} \ =2*0.332\,\mathrm {Re} _{x}^{1/2}\,\mathrm {Pr} ^{1/3},(\mathrm {Pr} >0.6)}

### Nucená konvekce v kruhové trubce při turbulentním proudění

#### Gnielinskiho vztah
Gnielinskiho vztah pro turbulentní proudění v kruhové trubce:
{\displaystyle \mathrm {Nu} _{D}={\frac {\left(f/8\right)\left(\mathrm {Re} _{D}-1000\right)\mathrm {Pr} }{1+12.7(f/8)^{1/2}\left(\mathrm {Pr} ^{2/3}-1\right)}}}
kde f je Darcyho koeficient tření, který může být zísán z Moodyho diagramu, nebo pro hladké trubky z Petukhova vztahu:
{\displaystyle f=\left(0.79\ln \left(\mathrm {Re} _{D}\right)-1.64\right)^{-2}}
Gnielinskiho vztah je platný pro:
{\displaystyle 0.5\leq \mathrm {Pr} \leq 2000}
{\displaystyle 3000\leq \mathrm {Re} _{D}\leq 5\times 10^{6}}

#### Dittus-Boelterova rovnice
Dittus-Boelterova rovnice (pro turbulentní proudění) je explicitní funkcí pro výpočet Nusseltova čísla. Je snadné ji vyřešit, ale její přesnost klesá, pokud dochází k velkým teplotním rozdílům v tekutině. Je navržena pro hladké trubky, takže se nedoporučuje pro aplikace v případě drsných trubek.
{\displaystyle \mathrm {Nu} _{D}=0.023\,\mathrm {Re} _{D}^{4/5}\,\mathrm {Pr} ^{n}}
kde:
{\displaystyle D} je vnitřní průměr kruhového kanálu
{\displaystyle \mathrm {Pr} } je Prandtlovo číslo
{\displaystyle n=0.4} pro ohřívání tekutiny a {\displaystyle n=0.3} pro ochlazování tekutiny.
Dittus-Boelterova rovnice je platná pro:
{\displaystyle 0.6\leq \mathrm {Pr} \leq 160}
{\displaystyle \mathrm {Re} _{D}\gtrsim 10\,000}
{\displaystyle {\frac {L}{D}}\gtrsim 10}
Příklad Dittus-Boelterova rovnice je vhodná pro odhad Nusseltova čísla v místě, kde se teplota mezi tekutinou a stěnou liší minimálně. Tím odpadá komplexní řešení rovnic a iterační přístup. Pokud například vezmeme vodu s průměrnou teplotou 20 °C, viskozitou 10,07×10−4 Pa·s a teplotu povrchu 40 °C (viskozita 6,96×10−4), korekční faktor viskozity pro {\displaystyle ({\mu }/{\mu _{s}})} je 1,45. Na rozdíl od toho je korekční faktor 3,57 pokud vzroste povrchová teplota na 100 °C (viskozita 2,82×10−4 Pa·s). Vytvoří se tak významný rozdíl mezi Nusseltovými čísly a součinitely přestupu tepla.

#### Sieder-Tateův vztah
Sieder-Tateův vztah pro turbulentní proudění je implicitní funkcí a popisuje daný systém jako nelineární. Sieder-Tateova funkce může poskytovat přesnější výsledky, protože bere v úvahu změnu viskozity ({\displaystyle \mu } a {\displaystyle \mu _{s}}) díky změně teplot mezi průměrnou teplotou tekutiny a povrchovou teplotou. Sieder-Tateův vztah se běžně řeší iteračními postupy, protože změna viskozity ovlivňuje Nusseltovo číslo a naopak.
{\displaystyle \mathrm {Nu} _{D}=0.027\,\mathrm {Re} _{D}^{4/5}\,\mathrm {Pr} ^{1/3}\left({\frac {\mu }{\mu _{s}}}\right)^{0.14}}
kde:
{\displaystyle \mu } je viskozita tekutiny při její průměrné střední teplotě.
{\displaystyle \mu _{s}} je viskozita tekutiny při teplotě povrchu.
Sieder-Tateův vztah je platný pro
{\displaystyle 0.7\leq \mathrm {Pr} \leq 16\,700}
{\displaystyle \mathrm {Re} _{D}\gtrsim 10\,000}
{\displaystyle {\frac {L}{D}}\gtrsim 10}

### Nucená konvekce v plně vyvinutém laminárním proudění v trubce
Pro plně vyvinuté laminární proudění v trubce je Nusseltovo číslo konstanta. Hodnota závisí na hydraulickém průměru.
Pro proudění uvnitř kruhové trubky platí:
{\displaystyle \mathrm {Nu} ={\frac {\alpha D_{h}}{\lambda _{f}}}}
kde:
Dh = hydraulický průměr
{\displaystyle \lambda }f = tepelná vodivost tekutiny
{\displaystyle \alpha } = součinitel přestupu tepla

#### Konvekce při rovnoměrném tepelném toku pro kruhové trubky
Převzato z Incropera & DeWitt,
{\displaystyle \mathrm {Nu} _{D}={\frac {48}{11}}\simeq 4.36}

#### Konvekce s rovnoměrnou povrchovou teplotou kruhové trubky
Pro případ konstantní povrchové teploty:
{\displaystyle \mathrm {Nu} _{D}=3.66}